# Irish Open 1947
Die Irish Open 1947 waren die 34. Austragung dieser internationalen Meisterschaften von Irland im Badminton. Sie fanden vom 13. bis zum 15. Februar 1947 in Woodbrook (Bray) statt.	

## Finalresultate
| Disziplin    | Sieger                        | Finalist                   | Ergebnis    |
| ------------ | ----------------------------- | -------------------------- | ----------- |
| Herreneinzel | Noel B. Radford               | Tod Majury                 | 15–9, 15–2  |
| Dameneinzel  | Queenie Allen                 | Betty Uber                 | 11–7, 11–8  |
| Herrendoppel | Thomas Boyle James Rankin     | Frank Peard Jim FitzGibbon | 15–11, 15–4 |
| Damendoppel  | Queenie Allen Betty Uber      | Barbara Good Nora Conway   | 15–8, 15–11 |
| Mixed        | Ralph Nichols Bessie Shearlaw | Thomas Boyle W. Swann      | 15–8, 15–3  |